# Étienne Didot
Étienne Didot (Paimpol, 24 de julho de 1983) é um futebolista profissional francês que atua como meia.

## Carreira
Étienne Didot começou a carreira no Rennes.